# Senso di rotazione

Il verso di rotazione detto orario

Una sfera che ruota

Il senso di rotazione è il verso di un movimento in un piano di una semiretta intorno alla sua origine "O" che rimane fissa. Tale moto può essere orario o antiorario, in analogia col movimento delle lancette sul quadrante di un orologio convenzionale.
Prendendo ad esempio, invece, una bussola, se l'ago ruota in senso orario andrà a toccare i quattro punti cardinali nell'ordine: nord, est, sud, ovest.
Per estensione, il movimento di ogni oggetto tridimensionale che ruoti intorno a un proprio asse orientato si dice muoversi in verso orario (o antiorario) se un suo punto nel piano della circonferenza che esso individua effettua un movimento orario (o antiorario) per un osservatore che si dispone come l'asse. La Terra ruota in verso orario se l'asse è orientato verso sud, in verso antiorario se orientato verso nord.